# Getreue Einigkeit
Getreue Einigkeit war ein vom 17. bis 19. Jahrhundert betriebenes Bergwerk am Jugler Gebirge im Jugelwald im Bergamt Johanngeorgenstadt im westlichen Erzgebirge.
Die Fundgrube gehört zu den Zinnbergwerken, die im oberen Lehmergrund betrieben worden sind und befand sich beim heutigen Henneberger Flügel unweit des Standorts der heutigen Erzgebirgsschanze. Der abgebaute Zwittergang war 24–30 Zoll mächtig. Zur Wasserlösung dieser Grube wurde im 18. Jahrhundert der Vereinigte Goldener-Löwe- und Römisch-Reich-Stolln vom Schwefelbach aus in den Berg getrieben. Aufgrund niedriger Zinnpreise wurde der Abbau in der Mitte des 19. Jahrhunderts eingestellt. Zu Beginn des Ersten Weltkrieges gab es Überlegungen zur Wiederaufnahme des Bergbaus in der dortigen Gegend.